# Yonder Godoy
Pour les articles homonymes, voir Godoy.
Yonder Eduardo Godoy, né le 19 avril 1993 à Paraíso de Chabasquén, est un coureur cycliste vénézuélien.

## Palmarès
- 2012
  - Apertura Temporada de Táchira :
    - Classement général
    - 2e étape

  - Apertura Temporada de Trujillo :
    - Classement général
    - 1re étape

  - 3e du championnat du Venezuela du contre-la-montre espoirs
- 2013
  -  Champion du Venezuela sur route espoirs
  -  Champion du Venezuela du contre-la-montre espoirs
  -  Médaillé de bronze du contre-la-montre aux Jeux bolivariens
- 2014
  -  Champion du Venezuela du contre-la-montre espoirs
- 2015
  -  Champion du Venezuela du contre-la-montre
  -  Champion du Venezuela du contre-la-montre espoirs
- 2016
  - 2e du Tour du lac Taihu
- 2017
  - 6e du Tour de Turquie
- 2023
  - 6e étape du Tour du Táchira
- 2024
  - 1re étape de la Vuelta a Bramón
  - 2e de la Vuelta a Bramón

## Résultats sur les grands tours

### Tour d'Italie
1 participation
- 2014 : 76e

## Classements mondiaux
| Année            | 2014 | 2015 | 2016 | 2017 |
| ---------------- | ---- | ---- | ---- | ---- |
| UCI America Tour | 217e | 246e | 201e |      |
| UCI Europe Tour  |      |      | 754e | 676e |
| UCI Asia Tour    |      |      |      | 78e  |